# Ster Elektrotoer 2004
Lo Ster Elektrotoer 2004, diciottesima edizione della corsa, si svolse dal 16 al 20 giugno su un percorso di 776 km ripartiti in 4 tappe e un cronoprologo, con partenza da Veldhoven e arrivo a Schijndel. Fu vinto dal belga Nick Nuyens della squadra Quick Step davanti ai connazionali Paul Van Hyfte e Philippe Gilbert.

## Tappe
| Tappa  | Data      | Percorso                                  | km    | Vincitore di tappa | Leader cl. generale |
| ------ | --------- | ----------------------------------------- | ----- | ------------------ | ------------------- |
| Prol.  | 16 giugno | Veldhoven > Veldhoven (cron. individuale) | 4,8   | Tom Boonen         | Tom Boonen          |
| 1ª     | 17 giugno | Eindhoven > Nuth                          | 202,3 | Tom Boonen         | Tom Boonen          |
| 2ª     | 18 giugno | Valkenburg > Valkenburg                   | 199   | Preben Van Hecke   | Tom Boonen          |
| 3ª     | 19 giugno | Coo > Jalhay                              | 200   | Nick Nuyens        | Nick Nuyens         |
| 4ª     | 20 giugno | Sittard-Geleen > Schijndel                | 170   | Niko Eeckhout      | Nick Nuyens         |
| Totale | Totale    | Totale                                    | 776   |                    |                     |

## Dettagli delle tappe

### Prologo
- 16 giugno: Veldhoven > Veldhoven (cron. individuale) – 4,8 km

| Pos. | Corridore     | Squadra    | Tempo |
| ---- | ------------- | ---------- | ----- |
| 1    | Tom Boonen    | Quick Step | 5'25" |
| 2    | Jens Voigt    | CSC        | a 3"  |
| 3    | Robert Bartko | Rabobank   | s.t.  |

| Pos. | Corridore     | Squadra    | Tempo |
| ---- | ------------- | ---------- | ----- |
| 1    | Tom Boonen    | Quick Step | 5'25" |
| 2    | Jens Voigt    | CSC        | a 3"  |
| 3    | Robert Bartko | Rabobank   | s.t.  |

### 1ª tappa
- 17 giugno: Eindhoven > Nuth – 202,3 km

| Pos. | Corridore       | Squadra    | Tempo    |
| ---- | --------------- | ---------- | -------- |
| 1    | Tom Boonen      | Quick Step | 4h43'56" |
| 2    | Jens Voigt      | CSC        | s.t.     |
| 3    | Michael Boogerd | Rabobank   | s.t.     |

| Pos. | Corridore         | Squadra    | Tempo    |
| ---- | ----------------- | ---------- | -------- |
| 1    | Tom Boonen        | Quick Step | 4h49'11" |
| 2    | Jens Voigt        | CSC        | a 4"     |
| 3    | Kurt Asle Arvesen | CSC        | a 17"    |

### 2ª tappa
- 18 giugno: Valkenburg > Valkenburg – 199 km

| Pos. | Corridore        | Squadra       | Tempo    |
| ---- | ---------------- | ------------- | -------- |
| 1    | Preben Van Hecke | Relax-Bodysol | 5h09'50" |
| 2    | Servais Knaven   | Quick Step    | a 3'58"  |
| 3    | Jakob Piil       | CSC           | s.t.     |

| Pos. | Corridore         | Squadra    | Tempo     |
| ---- | ----------------- | ---------- | --------- |
| 1    | Tom Boonen        | Quick Step | 10h03'09" |
| 2    | Jens Voigt        | CSC        | a 4"      |
| 3    | Kurt Asle Arvesen | CSC        | a 17"     |

### 3ª tappa
- 19 giugno: Coo > Jalhay – 200 km

| Pos. | Corridore      | Squadra         | Tempo    |
| ---- | -------------- | --------------- | -------- |
| 1    | Nick Nuyens    | Quick Step      | 5h01'14" |
| 2    | Paul Van Hyfte | Vlaanderen      | a 15"    |
| 3    | Maxime Monfort | Landbouwkrediet | a 32"    |

| Pos. | Corridore        | Squadra    | Tempo     |
| ---- | ---------------- | ---------- | --------- |
| 1    | Nick Nuyens      | Quick Step | 15h05'20" |
| 2    | Paul Van Hyfte   |            | a 35"     |
| 3    | Philippe Gilbert | FDJ        | a 55"     |

### 4ª tappa
- 20 giugno: Sittard-Geleen > Schijndel – 170 km

| Pos. | Corridore         | Squadra         | Tempo    |
| ---- | ----------------- | --------------- | -------- |
| 1    | Niko Eeckhout     | Lotto-Domo      | 4h03'55" |
| 2    | Bobbie Traksel    | Rabobank        | s.t.     |
| 3    | Alain van Katwijk | Bankgiroloterij | a 9"     |

| Pos. | Corridore        | Squadra    | Tempo     |
| ---- | ---------------- | ---------- | --------- |
| 1    | Nick Nuyens      | Quick Step | 19h09'33" |
| 2    | Paul Van Hyfte   | Vlaanderen | a 35"     |
| 3    | Philippe Gilbert | FDJ        | a 55"     |

## Classifiche finali

### Classifica generale
| Pos. | Corridore         | Squadra                 | Tempo     |
| ---- | ----------------- | ----------------------- | --------- |
| 1    | Nick Nuyens       | Quick Step              | 19h09'33" |
| 2    | Paul Van Hyfte    | Vlaanderen-T-Interim    | a 35"     |
| 3    | Philippe Gilbert  | FDJ                     | a 55"     |
| 4    | Maxime Monfort    | Landbouwkrediet-Colnago | a 1'03"   |
| 5    | Michael Boogerd   | Rabobank                | s.t.      |
| 6    | Tom Boonen        | Quick Step              | a 1'48"   |
| 7    | Jens Voigt        | Team CSC                | a 1'52"   |
| 8    | Jakob Piil        | Team CSC                | a 2'01"   |
| 9    | Kurt Asle Arvesen | Team CSC                | a 2'10"   |
| 10   | Koos Moerenhout   | Lotto-Domo              | a 2'22"   |